# Kammersänger

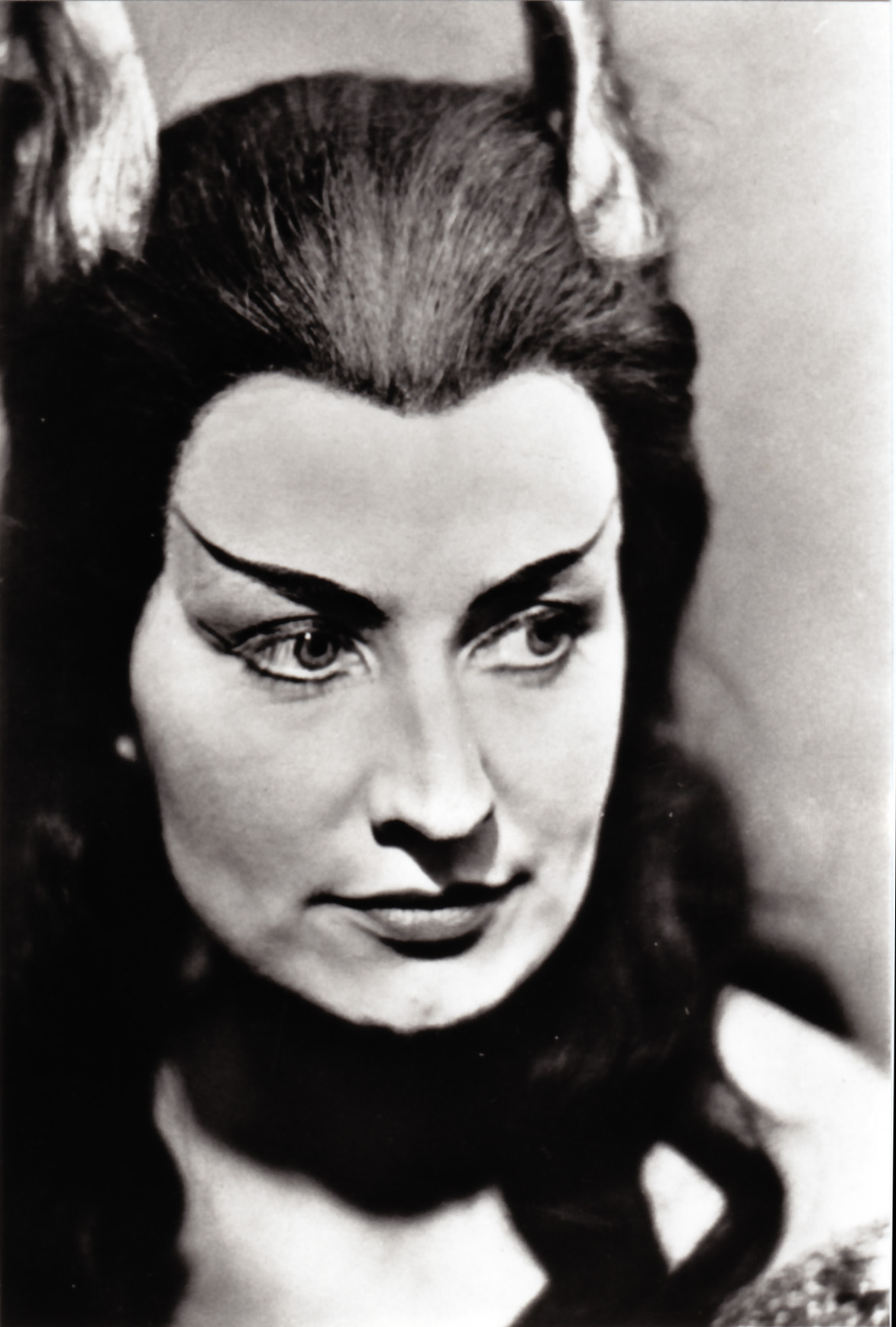
La KS Ursula Boese, Waltraute ne Il crepuscolo degli dei, Amburgo

Kammersänger (maschio) o Kammersängerin (femmina), abbreviato Ks. o KS, è un titolo onorifico tedesco per illustri cantanti di opera e di musica classica. Letteralmente significa "cantante da camera". Storicamente il titolo veniva conferito da principi o re, quando era designato Hofkammersänger(in), dove hof si riferisce alla corte reale.
Il titolo viene assegnato in Germania e in Austria di solito su raccomandazione delle istituzioni nazionali e locali competenti. In Germania Orientale alcune sale da concerto hanno conferito questa designazione.

## Titoli e beneficiari

### Austria

#### Cantante da Camera austriaco
Il titolo onorifico viene conferito dal Presidente federale dell'Austria su proposta del ministro federale competente dal 1971.

### Germania

#### Cantante da Camera
- Gerhard Unger (1952)[5]
- Theo Adam (1955)[6]
- Alfred Vökt (Frankfurt, 1989)[7]
- Axel Köhler (Halle, 1998)[8]
- Doris Soffel (Cologne, 2007)[9]
- Michael Schade (2007)[10]
- Romelia Lichtenstein (Halle, 2012)[11]

#### Cantante da Camera di Berlino

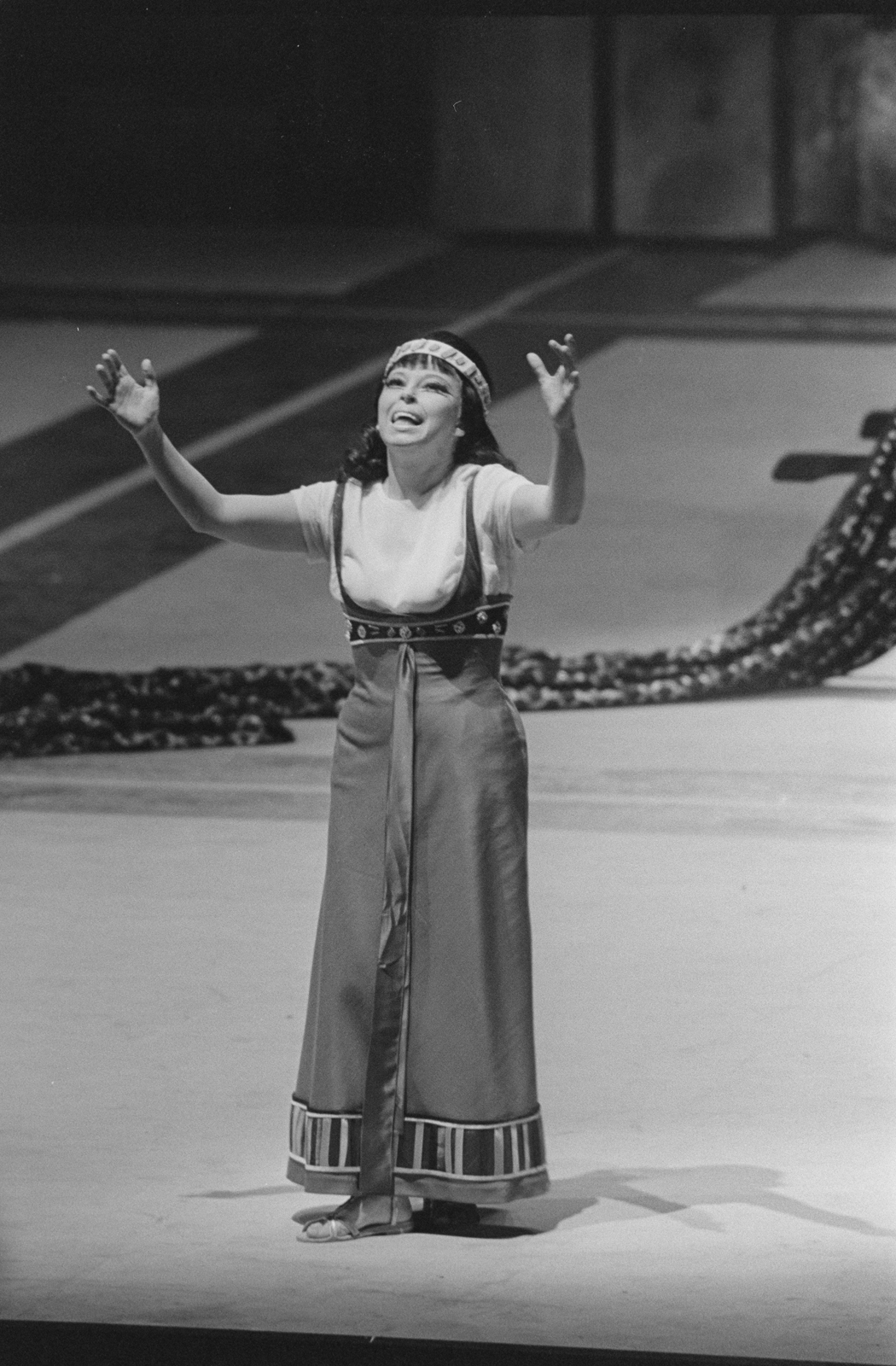
La KS Sylvia Geszty come Cleopatra nel Giulio Cesare in Egitto di Händel, Berlino, 1970

Il titolo onorifico è stato conferito dal Senato di Berlino dal 1962. Nella Berlino riunificata, dal 1990 al 2010, 17 cantanti hanno ricevuto questo onore.
- Dietrich Fischer-Dieskau (1963)[15]
- Sieglinde Wagner (1963)[16]
- Sylvia Geszty (1968)[17]
- Peter Lagger (1970)[18]
- Erika Köth (1970)[19]
- Ingvar Wixell (1970)[20]
- Barry McDaniel (1970)[21]
- Vera Little (1970)[22]
- Gundula Janowitz (1974)[15]
- José van Dam (1974)[23]
- Karl-Josef Hering (1975)[24]
- Catarina Ligendza (1976)[15]
- Ruggiero Orofino (1976)[25]
- Hans-Martin Nau (1983)[26]
- Uta Priew (1984)[27]
- Jochen Kowalski (1994)[28]

- Karan Armstrong (1994)[29]
- Matti Salminen (1995)[15]
- George Fortune (1995)[30]
- Andreas Conrad (1998)[31]
- René Pape (2000)[32]
- Roman Trekel (2000)[33]
- Christiane Oertel (2003)[34]
- Clemens Bieber (2010)[35]
- Reinhard Hagen (2010)[14]
- Lenus Carlson (2010)[14]
- Michaela Kaune (2011)[15]
- Brigitte Geller (2012)[36]
- Peter Renz (2012)[36]
- Jens Larsen (2013)[37]
- Peter Seiffert (2014)[15]

- Dorothea Röschmann (2016)[38]
- Victor von Halem (2016)[13]
- Kwangchul Youn (2018)[39]
- Evelyn Lear[40]
- Ernst Haefliger[41]
- Walter Dicks[42]
- Werner Enders[43]
- Erich Witte[44]

#### Cantante da camera bavarese

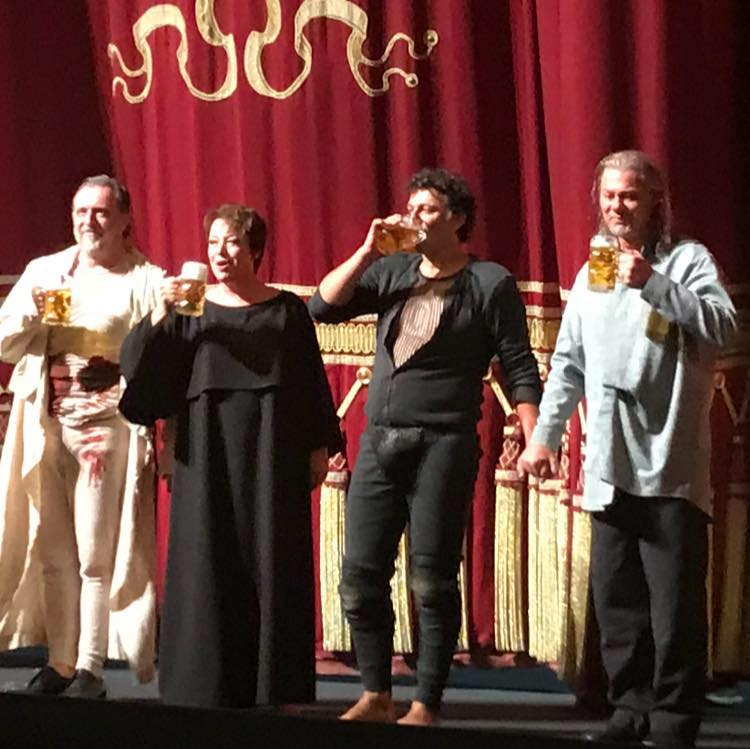
Christian Gerhaher, Nina Stemme, Jonas Kaufmann e René Pape si esibiscono in un sipario in stile bavarese dopo l'ultima esibizione di Parsifal alla Bayerische Staatsoper di luglio 2018.

Il titolo è stato assegnato dal Ministero della Cultura bavarese dal 1955 per eccezionali risultati artistici ai cantanti solisti dell'Opera di Stato bavarese, dello Staatstheater am Gärtnerplatz e dello Staatstheater Nürnberg. Fino al 2019, sono stati premiati più di 130 artisti. Il prerequisito è almeno cinque anni di appartenenza a un ensemble in un teatro statale o regolari apparizioni come ospiti.
- Gottlob Frick (1954)[48]
- Hans Hotter (1955)[49]
- Erika Köth (1955)[49]
- Hertha Töpper (1955)[49]
- Leonie Rysanek (1956)[49]
- Dietrich Fischer-Dieskau (1959)[49]
- Fritz Wunderlich (1962)[49]
- Kieth Engen (1962)[50]
- Lisa della Casa (1963)[49]
- Inge Borkh (1963)[51]
- Astrid Varnay (1963)[49]
- Ingeborg Hallstein (1968)[52]
- Birgit Nilsson (1970)[49]
- Brigitte Fassbaender (1970)[53]
- Gisela Ehrensperger (1974)[54]

- Wolfgang Brendel (1976)[49]
- Hermann Winkler (1977)[55]
- Kurt Moll (1979)[56]
- Júlia Várady (1979)[49]
- Willi Brokmeier (1980)[57]
- Edith Mathis (1980)[58]
- Theo Adam (1980)[6]
- Plácido Domingo (1981)[49]
- Lucia Popp (1983)[49]
- Hildegard Behrens (1987)[49]
- Edita Gruberová (1989)[49]
- Peter Seiffert (1992)[49]
- Waltraud Meier (1996)[49]
- Ann Murray (1998)[59]
- Thomas Allen (2003)[60]

- Gabriele Schnaut (2003)[49]
- Matti Salminen (2003)[61]
- Vesselina Kasarova (2005)[49]
- Anja Harteros (2007)[49]
- Diana Damrau (2007)[49]
- Anne Lünenbürger (2008)[62]
- Jonas Kaufmann (2013)[49]
- Wolfgang Koch (2014)[49]
- Christian Gerhaher (2015)[49]
- Jochen Kupfer (2016)[63]
- Anja Kampe (2018)[64]
- Alex Esposito (2020)[65]
- Karl-Christian Kohn[66]

#### Cantante da camera amburghese
Dal 1961 il titolo è stato assegnato dal Senato di Amburgo. Fino al 2015 è stato assegnato 28 volte dal 1928.
- Toni Blankenheim (1961)[70]
- Helga Pilarczyk[71]
- Ursula Boese (1969)[72]
- Plácido Domingo (1975)[69]
- Kurt Moll (1975)[56]
- Franz Grundheber (1986)[73]
- Heinz Kruse (1988)[74]
- Harald Stamm (1988)[75]
- Luciano Pavarotti (1989)[69]
- Bernd Weikl (1993)[67]
- Gabriele Schnaut (1995)[76]
- Andreas Schmidt (1997)[77]
- Hellen Kwon (2011)[78]
- Gabriele Rossmanith (2011)[69][78]
- Andrzej Dobber (2015)[69]
- Klaus Florian Vogt (2019)[67]

#### Cantante da camera sassone
Il titolo è stato assegnato ai membri degli ensemble della Sächsische Staatsoper di Dresda e del Landesbühnen Sachsen dal 1998.
- Evelyn Herlitzius (2002)[80]
- Camilla Nylund (2008)[81]
- Georg Zeppenfeld (2015)[82]
- Christa Mayer (2020)[83]
- Günther Leib[84]

#### Cantante da camera del Baden-Württemberg
- Wolfgang Windgassen[85]
- Reinhold Fritz (1917)[86]
- Marga Höffgen (1976)[87]
- Ursula Sutter (1977)[88]
- Karan Armstrong (1985)[29]
- Hans Rössling (1988)[89]
- Erich Syri (1989)[90]
- Martha Dewal (1993)[91]
- Allan Evans (1996)[92]
- Hans-Günther Dotzauer (2001)[93]
- Simone Schneider (2016)[94]

### Svezia e Danimarca
Le denominazioni equivalenti in Svezia e Danimarca sono rispettivamente Hovsångare (maschio) o Hovsångerska (femmina) e Cantante da Camera Reale.